# James G. Blair
James Gorrall Blair (* 1. Januar 1825 bei Blairville, Kentucky; † 1. März 1904 in Monticello, Missouri) war ein US-amerikanischer Politiker. Zwischen 1871 und 1873 vertrat er den Bundesstaat Missouri im US-Repräsentantenhaus.

## Werdegang
James Blair besuchte die öffentlichen Schulen seiner Heimat nur für drei Monate. Danach hat er sich das notwendige Schulwissen selbst beigebracht. Im Jahr 1840 kam er nach Monticello in Missouri, wo er in der Landwirtschaft arbeitete. Zwischen 1848 und 1854 war Blair Gerichtsdiener am Bezirksgericht. Nach einem Jurastudium und seiner 1854 erfolgten Zulassung als Rechtsanwalt begann er in Canton in diesem Beruf zu praktizieren.
Politisch wurde er Mitglied der Republikanischen Partei. Im Jahr 1870 war er Delegierter auf dem regionalen republikanischen Parteitag in Missouri. Kurz darauf verließ er die Partei und wurde Mitglied der kurzlebigen Liberal Republican Party. Bei den Kongresswahlen des Jahres 1870 wurde Blair als deren Kandidat im achten Wahlbezirk von Missouri in das US-Repräsentantenhaus in Washington, D.C. gewählt, wo er am 4. März 1871 die Nachfolge von John F. Benjamin antrat. Da er im Jahr 1872 auf eine weitere Kandidatur verzichtete, konnte er bis zum 3. März 1873 nur eine Legislaturperiode im Kongress absolvieren.
Nach seinem Ausscheiden aus dem US-Repräsentantenhaus war James Blair wieder als Anwalt tätig. Außerdem arbeitete er wieder in der Landwirtschaft. Er starb am 1. März 1904 in Monticello und wurde in Canton beigesetzt.